# Procrica camerunica
Procrica camerunica is een vlinder uit de familie bladrollers (Tortricidae). De wetenschappelijke naam voor deze soort is voor het eerst geldig gepubliceerd in 2002 door Razowski.
De soort komt voor in tropisch Afrika.